# Bill Davis

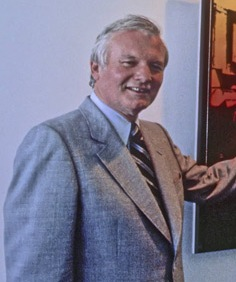
Bill Davis (1984)

William Grenville „Bill“ Davis, PC, CC, O.Ont, QC (* 30. Juli 1929 in Brampton; † 8. August 2021 ebenda) war ein kanadischer Rechtsanwalt, Politiker und vom 1. März 1971 bis zum 8. Februar 1985 der 18. Premierminister von Ontario. Davis war Mitglied der Progressive Conservative Party of Ontario, deren Parteivorsitz er auch in den Jahren als Premier innehatte.

## Leben

### Ausbildung und politische Anfänge
Bill Davis wurde 1929 als Sohn von Albert Grenville und Vera M. (Hewetson) Davis in Brampton geboren. Davis war bereits in jungen Jahren politisch aktiv und wurde mit 17 zum jüngsten Delegierten eines nationalen Kongresses der progressiv-konservativen Partei Kanadas berufen. Er studierte und diplomierte an der University of Toronto Rechtswissenschaften und besuchte 1951 die Osgoode Hall Law School in Toronto.
Am 11. Juni 1959 wurde er – damals 29-jährig – für den Wahlbezirk Peel in die Legislativversammlung von Ontario gewählt. Bei der Wahl konnten damals die konservativen unter Leslie Frost 71 % der Stimmen erringen. Die Wahl fand wenige Monate nach der Unterhauswahl 1958 statt, bei der sich bereits auf Bundesebene der Konservative John Diefenbaker durchsetzen konnte. Diefenbaker setzte das politisch umstrittene Programm des Abfangjägers Avro Canada am 20. Februar 1959 ab. Über 14.000 Arbeiter traten damals in den Streik und protestierten gegen die Entscheidung der Konservativen. Davis konnte sich trotzdem mit einem knappen Vorsprung von 1203 Stimmen gegen den Herausforderer Bill Brydon durchsetzten.
Er unterstützte zwei Jahre als Hinterbänkler die Regierung von Leslie Frost. Nach dem Rücktritt Frosts war David maßgeblich an der Wahl von John Robarts im Jahr 1961 beteiligt. Unter seiner Regierung wurde er am 25. Oktober 1962 zum Bildungsminister ernannt. Zwei Jahre später weitete sich sein Ressort auf den universitären Bereich aus und blieb bis 1971 in diesem Amt. Er erwies sich als sehr durchsetzungsstarker Politiker, gründete viele neue öffentliche Schulen. Unter seiner Amtszeit stiegen die Ausgaben für Bildung in Ontario zwischen 1962 und 1971 auf über 454 % an. Er reformierte das Schulsystem und schuf neue Universitäten, darunter die Trent University in Peterborough und die Brock University und etablierte das Bildungs-Fernsehprogramm TVOntario. Sein Profil und Engagement führten dazu, dass er sich zum neuen Spitzenkandidaten für die bevorstehende Wahl etablierte.

### Premierminister
Bei der Wahl 1971 konnte er sich mit 78 % gegenüber dem Liberalen Robert Nixon behaupten. Gleich nach seinem Amtsantritt verkündete er, dass er den Bau des Spadina Expressway bis in die Innenstadt Torontos unterbinden werde. Er lehnte auch einen Vorschlag zur vollständigen Kapitaldeckung von katholischen Schulen ab, was manche als Appell an die ländliche protestantische Partei-Basis der Progressive Conservative Party ansahen. Davis’ erste Amtsperiode als Premierminister war anfänglich von Erfolgen gekennzeichnet, im weiteren Verlauf jedoch von einer Reihe von Skandalen geschwächt. Es gab Vorwürfe, dass das Unternehmen Fidinam am Stadtentwicklungsprogramm eine besondere Berücksichtigung erfuhr und dafür im Gegenzug die Progressive Conservative Party mit Spenden bedachte. 1973 wurde bekannt, dass Davis’ Freund Gerhard Moog einen lukrativen Auftrag für den Bau des neuen Hauptniederlassung der Ontario Hydro erhielt. Ob entsprechende Ermittlungen die Regierung entlastete verloren die Konservativen 1973 und 1974 vier wichtige Nachwahlen. Dementsprechend war die Wahl zum Parlament von Ontario 1975 deutlich härter. Zwar konnte sich Davis mit 51 % gegenüber dem zweitplatzierten Stephen Lewis von der Ontario New Democratic Party mit 38 % als Premier bestätigen lassen, musste allerdings eine Minderheitsregierung bilden. 1977 wurde eine vorgezogene Neuwahl ausgerufen, nach der Bill Davis wieder nur eine Minderheitsregierung führen konnte.
Anders als die meisten anderen kanadischen Premierminister unterstützte Davis den damaligen Premierminister Pierre Elliott Trudeau bei seinen Plänen im Jahr 1981, Kanada vom Vereinigten Königreich unabhängig zu machen und dazu auch Teile der kanadischen Verfassung umzuschreiben. Diese Bemühungen mündeten schließlich ein Jahr später in die Verabschiedung des Kanada-Gesetzes.
Einige Monate vor Ende der regulären Amtszeit trat Davis nach knapp 14 Jahren als Premierminister von Ontario zurück. Es ist die zweitlängste Amtszeit eines Premiers in Ontario. Sein Nachfolger wurde sein Parteikollege Frank Miller. Mit seinem Rücktritt trat Davis auch von der politischen Bühne ab.